# ICパーク
ICパーク（アイシーパーク）は、富山県高岡市の大字。日本国内で最初のローマ字表記の行政地名である。

## 地理
高岡砺波スマートインターチェンジの整備により、隣接地に産業団地ICパーク高岡（造成当初の仮称は戸出西部金屋産業団地）が計画された。産業団地の完成と共に、その範囲が地名としても成立した。
地名の由来は、インターチェンジ（Interchange）、産業の中核（Industrial Core）、革新と挑戦（Innovation and Challenge）の3つから採られている。

## 沿革
- 2019年（平成31年/令和元年）
  - 3月26日 - 戸出西部金屋の一部からICパーク新設。
  - 3月27日 - ICパーク高岡の申し込み受付を開始。
  - 5月 - ICパークの郵便番号を新設。
  - 9月 - ICパーク高岡の分譲開始。